# 愛と、利と
『愛と、利と』（あいとりと、朝鮮語: 사랑의 이해）は、2022年12月21日から2023年2月9日まで、韓国JTBCで放送されたテレビドラマ。Netflixで日本を含め、同時配信された。
学歴も社会的階層も違う登場人物が、同じ職場で出会い、恋愛を繰り広げながらも関係が拗れていくラブロマンス。

## キャスト

### 主要人物
ハ・サンス - 演：ユ・ヨンソク
KCU銀行ヨンポ支店の総合相談チーム係長。有名大学から入社し、最初は仕事が出来なかったが、新入社員の時にスヨンから業務を教わり、それ以来スヨンに思いを寄せている。
アン・スヨン - 演：ムン・ガヨン
KCU銀行ヨンポ支店の預金窓口を担当。優れた業務能力を誇るが、高卒の契約社員であるためサンスとは格差を感じている。
パク・ミギョン - 演：クム・セロク
KCU銀行ヨンポ支店PBチーム代理。サンス大学の後輩で、別の支店から異動してきた。上流階級出身のエリート社員。
チョン・ジョンヒョン - 演：チョン・ガラム
KCU銀行ヨンポ支店で働く派遣警備員。警察官を目指している受験生。

### KCU銀行ヨンポ支店
ソ・ギョンピル - 演：ムン・テユ
総務課係長。サンスとは大学時代からの同期。
ユク・シギョン - 演：チョン・ジェソン
支店長。
ノ・テピョン - 演：イ・ファリョン
副支店長。
イ・グイル - 演：パク・ヒョンス
総合相談チーム長。
イ・シフン - 演：マ・ドゥシク
総合相談チーム代理。
ソ・ミンヒ - 演：ヤン・ジョア
預金窓口チーム長。
ペ・ウンジョン - 演：ジョイン
預金窓口チーム係長。
ヤン・ソクヒョン - 演：オ・ドンミン
総務課代理。
キム・ジユン - 演：オ・ソヒョン

### その他
ハン・ジョンイム - 演：ソ・ジョンヨン
サンスの母。エステサロンの院長。夫を亡くした後、サンスを一人で育て上げ、今は距離を置いて見守っている。
シム・ギョンスク - 演：パク・ミヒョン
スヨンの母。若くして結婚し、今は夫と牡蠣クッパ店を営んでいる。
アン・インジェ - 演：パク・ユニ
スヨンの父。元々は家族を韓国に残し海外でフォークリフト技師として働き、ほとんど家に居なかった。
アン・スヒョク - 演：イ・ジョンジュン
スヨンの弟。事故で亡くなっている。
ユン・ミソン - 演：ユン・ユソン
ミギョンの母。ジョンイムが経営するエステに通っている。若い頃は女優を目指していた。
パク・デソン - 演：パク・ソングン
ミギョンの父。デソン建設代表。

## スタッフ
- 原作 - イ・ヒョクジン『愛の理解』
- 脚本 - イ・ソヒョン、イ・ヒョンジョン
- 演出 - チョ・ヨンミン